# Рейзин, Рувим
Рейзин Рувим (Рува Шоломович) (1911, Лондон — 1942) — еврейский поэт.

## Биография
Воспитывался в детдоме в Слуцке. С 1929 жил в Минске. Окончил Минский педагогический институт (1937). Печатался с 1929 в газетах «Юнгер арбетер» (Минск), затем в «Октябер» и журнале «Штерн». Были изданы сборники стихов «Дурх ми ун праце» («Сквозь труд и работу») (1934), «Лидер» («Стихотворения», 1940) и поэма «А гезанг вегн дер гройсер хартие» («Песнь о великой хартии», 1936). Погиб на фронте.